# Ruffieux
Ruffieux ist eine französische Gemeinde mit 808 Einwohnern (Stand 1. Januar 2022) im Département Savoie in der Region Auvergne-Rhône-Alpes. Sie gehört zum Arrondissement Chambéry und ist Mitglied im Gemeindeverband Communauté d’agglomération Grand Lac. Die Bewohner werden Ruffiérois und Ruffiéroises genannt.

## Geographie
Ruffieux liegt auf 296 m, in der Nähe von Culoz, etwa 31 Kilometer nördlich der Präfektur Chambéry und 23 km westsüdwestlich der Stadt Annecy (Luftlinie). Das Dorf erstreckt sich in der Chautagne, am östlichen Rand des breiten Rhonetals und am Rand des Marais de Chautagne, am Westfuß des Mont Clergeon.
Die Fläche des 13,21 km² großen Gemeindegebiets umfasst einen Abschnitt des Rhonetals. Die westliche Grenze bildet die Rhone, die hier in einem breiten Tal parallel zu den Juraketten von Norden nach Süden fließt. Vom Flusslauf erstreckt sich das Gemeindeareal ostwärts über die 3 km breite, flache Talaue, die vom Sumpf- und Waldgebiet der Chautagne eingenommen wird. Daran schließt sich der zunächst sanft ansteigende Hang von Ruffieux an. Dieser geht in den dicht bewaldeten Steilhang des Mont Clergeon über, der geologisch die südliche Fortsetzung der Antiklinale der Montagne du Gros Foug darstellt. Mit 1021 m wird auf dem Höhenrücken des Mont Clergeon die höchste Erhebung von Ruffieux erreicht.
Zu Ruffieux gehören neben dem eigentlichen Ortskern auch mehrere Weilersiedlungen und Gehöfte, darunter:
- La Loi (240 m) in der Talebene der Rhone
- Crozan (260 m) am östlichen Rand des Rhonetals
- Saumont (250 m) am östlichen Rand des Rhonetals
- Putignet (360 m) am unteren Westhang des Mont Clergeon
- Collonges (360 m) am unteren Westhang des Mont Clergeon
- Montagnet (430 m) am unteren Westhang des Mont Clergeon

Nachbargemeinden von Ruffieux sind Serrières-en-Chautagne im Norden, Moye im Osten, Entrelacs, Chindrieux und Vions im Süden sowie Culoz-Béon im Westen.

## Geschichte
Das Gemeindegebiet von Ruffieux war schon sehr früh besiedelt. Es wurden Überreste aus dem Neolithikum sowie römische Inschriften und Münzen gefunden. Der Ortsname geht auf den gallorömischen Personennamen Ruffius zurück und bedeutet so viel wie Landgut des Ruffius (Ruffiacum). Im Mittelalter war Ruffieux im Besitz der Familie Montluel, die auf dem Schloss Châtillon (am Lac du Bourget) ansässig war. Im 15. Jahrhundert gehörte es zum Herrschaftsgebiet der Seyssel.

### Internierungslager Ruffieux
Wie im benachbarten Savigny beginnt in manchen Quellen auch im Falle des Internierungslagers Ruffieux dessen Geschichte erst mit der dortigen Etablierung eines rein jüdischen Internierungslagers für die Groupe de Travailleurs Étrangers (GTE) 974. Ein Artikel in Le Monde zeigt aber auf, dass bereits nach dem Waffenstillstand von Compiègne (1940) im Weiler Saumont ein aus sieben Baracken bestehendes Lager errichtet worden war, das spanische und polnische Flüchtlinge beherbergte. Wie im Falle von Savigny dürfte es sich auch bei den in Saumont internierten Spaniern um republikanische Flüchtlinge aus dem Spanischen Bürgerkrieg gehandelt haben. 
Im Sommer 1941 führte das Vichy-Regime die Trennung zwischen jüdischen und nicht-jüdischen Angehörigen der GTE ein. Die Lager in Savigny und Ruffieux wurden zu rein jüdischen Lagern. In Ruffieux gehörten der GTE 974 nun deutsche, österreichische, rumänische oder slawische Juden an – nach White etwa 200 Männer, die vorwiegend aus dem Camp de Gurs, dem Camp des Milles und aus Montreuil-Bellay nach hier verlegt wurden. Über deren Lebens- und Arbeitsbedingungen schreibt er:

„Unter Gendarmeriebegleitung wurde der GTE Nr. 974 auf einem Landgut in Chautagne in der Nähe des Lac du Bourget eingesetzt, um Schilfrohr zu entfernen und den Canal de Savières zu reinigen. Die Gruppe verrichtete auch forstwirtschaftliche Arbeiten. Diese jüdischen Häftlinge arbeiteten 11 Stunden am Tag. Ihre spartanische Verpflegung bestand aus 350 Gramm Brot täglich, Morgenkaffee und Bohnensuppe zum Mittag- und Abendessen. Fleisch erhielten sie nur einmal pro Woche. Sie lebten in sieben Baracken mit etwa 30 Personen pro Baracke.“

Die schlechte Versorgung der Internierten im Lager Ruffieux wurde auch in einem Bericht dokumentiert, der 1942 von der Fédération des Sociétés Juives de France (Verband der jüdischen Gesellschaften Frankreichs) erstellt worden war. In dem Bericht wurde neben der mangelhaften Ernährung und der unzulänglichen Bekleidung der Internierten auch auf das korrupte Verhalten des Lagerpersonals hingewiesen, das sich Dinge aneignete, die eigentlich den Internierten zustanden.
Laut der Fondation pour la Mémoire de la Déportation bestand für die Frauen und Kinder der Männer der GTE 974 in der Montfort-Kaserne in Montmélian ein Unterbringungszentrum des S.S.E (Service social des étrangers/Sozialdienst für Ausländer).
Im Sommer 1942 organisierte das Vichy-Regime große Razzien, die die Deportationen ausländischer oder staatenloser Juden zur Folge hatten. Diesen Razzien fielen auch die Männer der beiden Lager in Savigny und Ruffieux zum Opfer, wobei Ruffieux auch als vorübergehendes Durchgangslager diente. Am 23. August 1942 wurden 104 Mitglieder der GTE 514 aus Savigny nach Ruffieux verlegt und ebenso acht jüdische Männer aus der in Pontavenaux (Departement Saône-et-Loire) stationierten GTE 552. Am 24. August erfolgte dann eine erste Deportation von 168 Männern aus Ruffieux in das Sammellager Drancy, der am 25. August eine zweite folgte. Diesmal traf es 41 Männer.
Aus zensierten Briefen geht hervor, dass die in Ruffieux internierten Männer schon im Vorfeld der Razzia Angst vor einer Deportation hatten und annahmen, sie würden in die von den Deutschen besetzte Zone gebracht. Einige flohen daraufhin und konnten unter falschen Namen bis zur Befreiung Frankreichs überleben. Für die nach Auschwitz deportierten Männer konnte in einigen Fällen ermittelt werden, dass sie im Arbeitslager Blechhammer eingesetzt worden waren.
Die Geschichte des Lagers in Ruffieux war mit den beiden Deportationen noch nicht zu Ende.

„Kaum war das Lager Ruffieux geräumt, wurde es als Sammelstelle für mehrere Dutzend Männer, Frauen und Kinder genutzt, die in Savoyen Opfer der gigantischen Razzia vom 26. August 1942 wurden, die in den rund 40 Departements der freien Zone von Vichy und seinen Präfekten sorgfältig vorbereitet worden war. Augenzeugen erinnern sich an das Weinen und Schreien, das den Einstieg in die Busse nach Vénissieux bei Lyon begleitete, und an die verzweifelte Flucht mehrerer Überlebender, die in den umliegenden Weilern versteckt werden sollten, durch ein nahegelegenes Maisfeld. Diese zweite Razzia forderte dreiundsechzig Opfer, die alle nach Auschwitz deportiert wurden.“

Seit dem 22. November 1992 erinnert in Ruffieux eine Stele an die Opfer der von hier deportierten Menschen.

## Sehenswürdigkeiten
Die Pfarrkirche von Ruffieux wurde im 19. Jahrhundert erbaut. Auf dem Gebiet von Ruffieux befinden sich verschiedene Schlösser und Herrschaftssitze, die überwiegend aus dem Mittelalter stammen. Dazu gehören das Château du Grand Mécoras (ursprünglich aus dem 14. Jahrhundert, später mehrfach umgestaltet, heute Monument historique), das Château de La Roche (14. Jahrhundert), das Château de Collonges (19. Jahrhundert, heute ein Hotel) sowie die Herrschaftshäuser Morand (14. Jahrhundert) und Saumont (16. Jahrhundert).

## Bevölkerung
| Jahr                       | 1962 | 1968 | 1975 | 1982 | 1990 | 1999 | 2006 | 2011 | 2020 |
| Einwohner                  | 436  | 392  | 363  | 454  | 540  | 666  | 782  | 797  | 808  |
| Quellen: Cassini und INSEE |      |      |      |      |      |      |      |      |      |

Mit 808 Einwohnern (Stand 1. Januar 2022) gehört Ruffieux zu den kleinen Gemeinden des Département Savoie. Nachdem die Einwohnerzahl in der ersten Hälfte des 20. Jahrhunderts rückläufig war, wurde seit Mitte der 1970er Jahre dank der schönen Wohnlage wieder eine deutliche Bevölkerungszunahme verzeichnet.

## Wirtschaft und Infrastruktur
Ruffieux war bis weit ins 20. Jahrhundert hinein ein vorwiegend durch die Landwirtschaft geprägtes Dorf. Von Bedeutung ist außerdem der Weinbau an den Hängen um Ruffieux. Das Dorf liegt in der Weinbauregion Savoie. Weißweine aus der Rebsorte Altesse (lokal Roussette genannt) dürfen unter der geschützten Herkunftsbezeichnung Roussette de Savoie vermarktet werden. Für Weißweine anderer Rebsorten sowie Rotweine gilt die AOC Vin de Savoie.
Daneben gibt es heute verschiedene Betriebe des lokalen Kleingewerbes. Mittlerweile hat sich das Dorf auch zu einer Wohngemeinde entwickelt. Viele Erwerbstätige sind Wegpendler, die in den größeren Ortschaften der Umgebung sowie im Raum Chambéry ihrer Arbeit nachgehen.
Die Ortschaft ist verkehrsmäßig recht gut erschlossen. Sie liegt oberhalb der Hauptstraße, die von Aix-les-Bains nach Seyssel führt. Eine weitere regionale Straßenverbindung besteht mit Culoz respektive Ambérieu-en-Bugey. Der nächste Anschluss an die Autobahn A41 befindet sich in einer Entfernung von rund 20 Kilometern.

### Ausbildung
In Ruffieux befindet sich eine Vor- und Grundschule (école primaire).